# Rászócska
Rászócska (régebben Roszucska, ukránul: Росішка [Rosziska]) település Ukrajnában, Kárpátalján, a Rahói járásban.

## Fekvése
Lonka és Kaszómező között fekvő település. Nagybocskótól 10 km, Rahótól, a járási székhelytől délnyugatra, 35 km-re található.

## Története
1910-ben 586 lakosából 2 magyar, 24 német, 557 ruszin volt. Ebből 561 görögkatolikus, 24 izraelita volt.
A trianoni békeszerződés előtt Máramaros vármegye Tiszavölgyi járásához tartozott.

## Népesség
Lakóinak száma 2003-ban 1145 fő volt.

| 2001 | 1 144 |